# أوزغور باير
أوزغور باير (بالتركية: Özgür Bayer)‏ هو لاعب كرة قدم تركي في مركز الدفاع، ولد في 4 أبريل 1979 في بالق أسير في تركيا. شارك مع منتخب تركيا ب لكرة القدم ‏ ومنتخب تركيا لكرة القدم. أما مع النوادي، فقد لعب مع أضنة سبور وأنقرة غوجو وبولو سبور ودينيزلي سبور وطرابزون سبور وعثمانلي سبور وغازي عنتاب سبور وغيرسون سبور وقيصري إيرسيسبور وكارسياكا وكوجالي سبور.

## وصلات خارجية
- أوزغور باير على موقع اتحاد تركيا (لاعب) (الإنجليزية)
- أوزغور باير على موقع قاعدة بيانات كرة القدم.إي يو (الإنجليزية)
- أوزغور باير على موقع عالم كرة القدم.نت (الإنجليزية)